# Сапин, Михаил Артёмович
Михаил Артёмович Сапин (род. 18 марта 1928 года) — бригадир горнорабочих очистного забоя шахты № 9 «Великомостовская» Западно-Украинского производственного объединения по добыче угля Министерства угольной промышленности Украинской ССР, Львовская область, Украинская ССР. Герой Социалистического Труда (1976).

## Биография
Трудовую деятельность начал горняком очистного забоя шахты имени Димитрова на Донбассе. Позднее работал звеньевым, бригадиром горнорабочих очистного забоя. Когда началось освоение угольного месторождения Львовско-Волынского бассейна, одним из первых переехал в Львовскую область. С 1950-х годов — бригадир горняков очистного забоя шахты № 9 «Великомостовская» комбината «Укрзападуголь» Львовской области. Член КПСС.
Ввёл в своей бригады новые методы организации труда, в результате чего значительно увеличилась производительность горняков. Бригада добывала около 1000 тонн угля за сутки на комбайне КМК-97.
Бригада горняков Михаила Сапина досрочно выполнила производственные задания Девятой пятилетки (1971—1975). Указом Президиума Верховного Совета СССР от 5 марта 1976 года «за выдающиеся успехи, достигнутые в выполнении заданий девятой пятилетки и социалистических обязательств» удостоен звания Героя Социалистического Труда с вручением ордена Ленина и золотой медали «Серп и Молот».
После выхода на пенсию проживал в городе Сосновка Львовской области.
Награды
- Герой Социалистического Труда
- Орден Ленина — дважды (29.06.1996; 1976)
- Орден Октябрьской Революции